# Сант'Алесио Сикуло
Сант'Алесио Сикуло (итал. Sant'Alessio Siculo) је насеље у Италији у округу Месина, региону Сицилија.
Према процени из 2011. у насељу је живело 1265 становника. Насеље се налази на надморској висини од 9 м.

## Становништво
Према резултатима пописа становништва 2011. у општини је живело 1.497 становника.
| 1931. | 1936. | 1951. | 1961. | 1971. | 1981. | 1991. | 2001. | 2011. |
| ----- | ----- | ----- | ----- | ----- | ----- | ----- | ----- | ----- |
| 1.177 | 1.172 | 1.388 | 1.343 | 1.202 | 1.193 | 1.352 | 1.346 | 1.497 |